# Kakuzu
Kakuzu (角都) er en figur fra Manga- og Anime-serien Naruto. Han er partner med Hidan og tidligere ninja fra Takigakure, byen skjult i vandfaldet. Kakuzu er motiveret af grådighed og slutter sig til Akatsuki for at søge værdifulde præmier. Men hans ekstreme temperament fører ham til ikke at kunne lide hans partner og dræber alle der ikke passer ham, hvorefter han bliver sat sammen med den udødelige Hidan som resultat. Kakuzu's krop har en stor mængde af lange, sorte tråde, der gør ham i stand til, at sy ting sammen, så som hans egne kropsdele. Trådene er også i stand til at gennemtrænge hud for at fjerne et stadigt dunkende hjerte fra han modstander, som han bruger en forbudt jutsu, Jiongu (地怨虞), til at sætte til sit eget hjerte, da han på den måde kan snyde døden og forlænge sit liv. Han hævder at have levet samtidig med Hashirama Senju, Konohagakures først hokage. Han kan have optil 4 hjerter med dyremaske syet på sin krop. Maskerne kan afmonteres i kamp og bruge elementkrafter til at skyde Kakuzu's modstander og de kan hurtigt blive tilkaldt, hvis han får brug for et nyt hjerte. Kakuza's hjerter bliver systematisk destrueret af en gruppe ninjaer fra Konoha. Efter Naruto Uzumaki har ødelagt hans sidste hjerte er det en smal sag for Kakashi Hatake, at dræbe Kakuzu.